# Lago do Urso
O lago do Urso (em inglês:  Bear Lake) é um lago de água doce localizado no meio das Montanhas Rochosas que faz fronteira com a fronteira entre Idaho e Utah, nos Estados Unidos, sendo um dos destinos mais impressionantes e populares da América do Norte por sua história e características.